# Orobanche fasciculata
Orobanche fasciculata är en snyltrotsväxtart som beskrevs av Thomas Nuttall. Orobanche fasciculata ingår i släktet snyltrötter, och familjen snyltrotsväxter. Inga underarter finns listade i Catalogue of Life.

## Bildgalleri

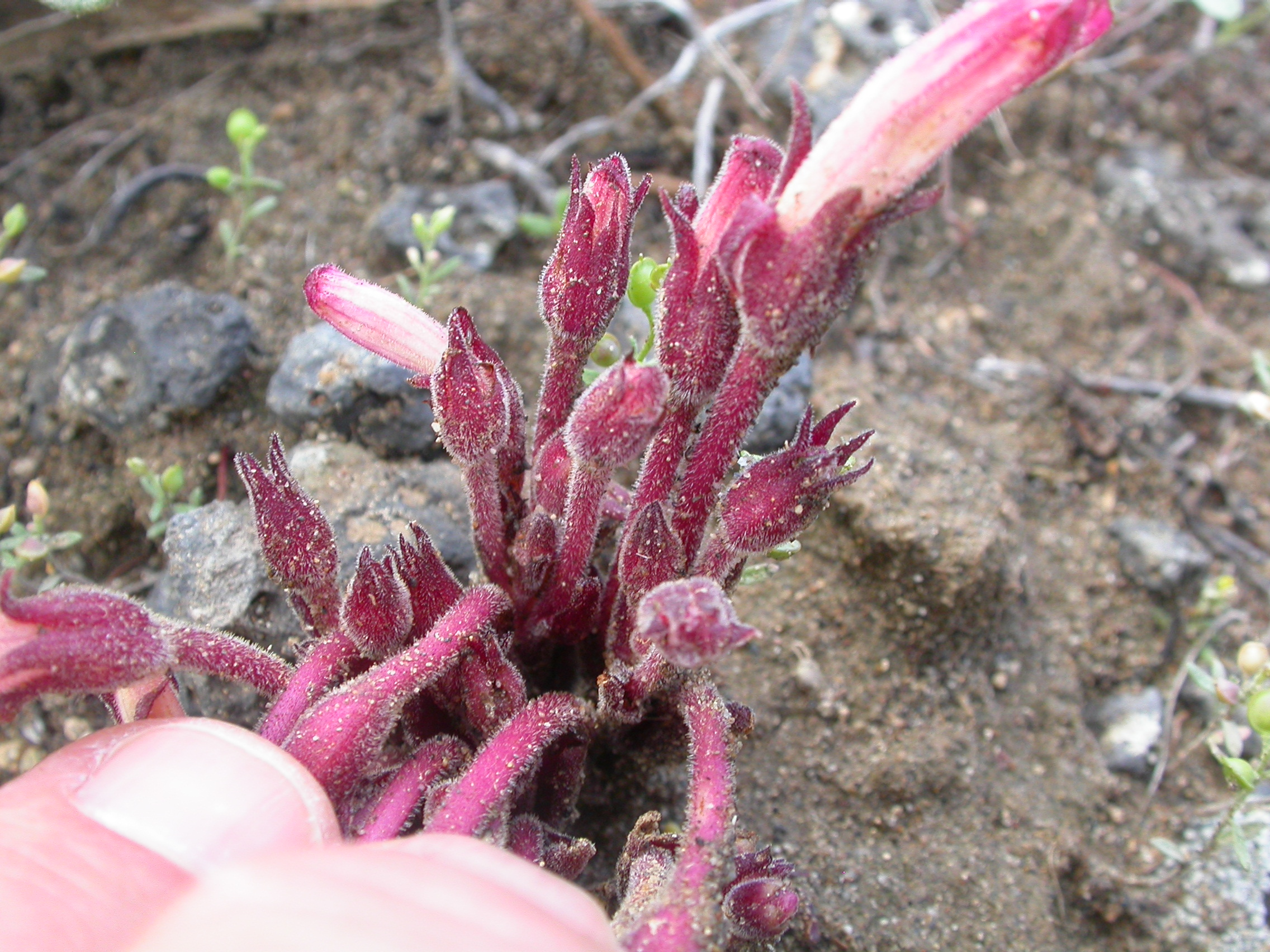
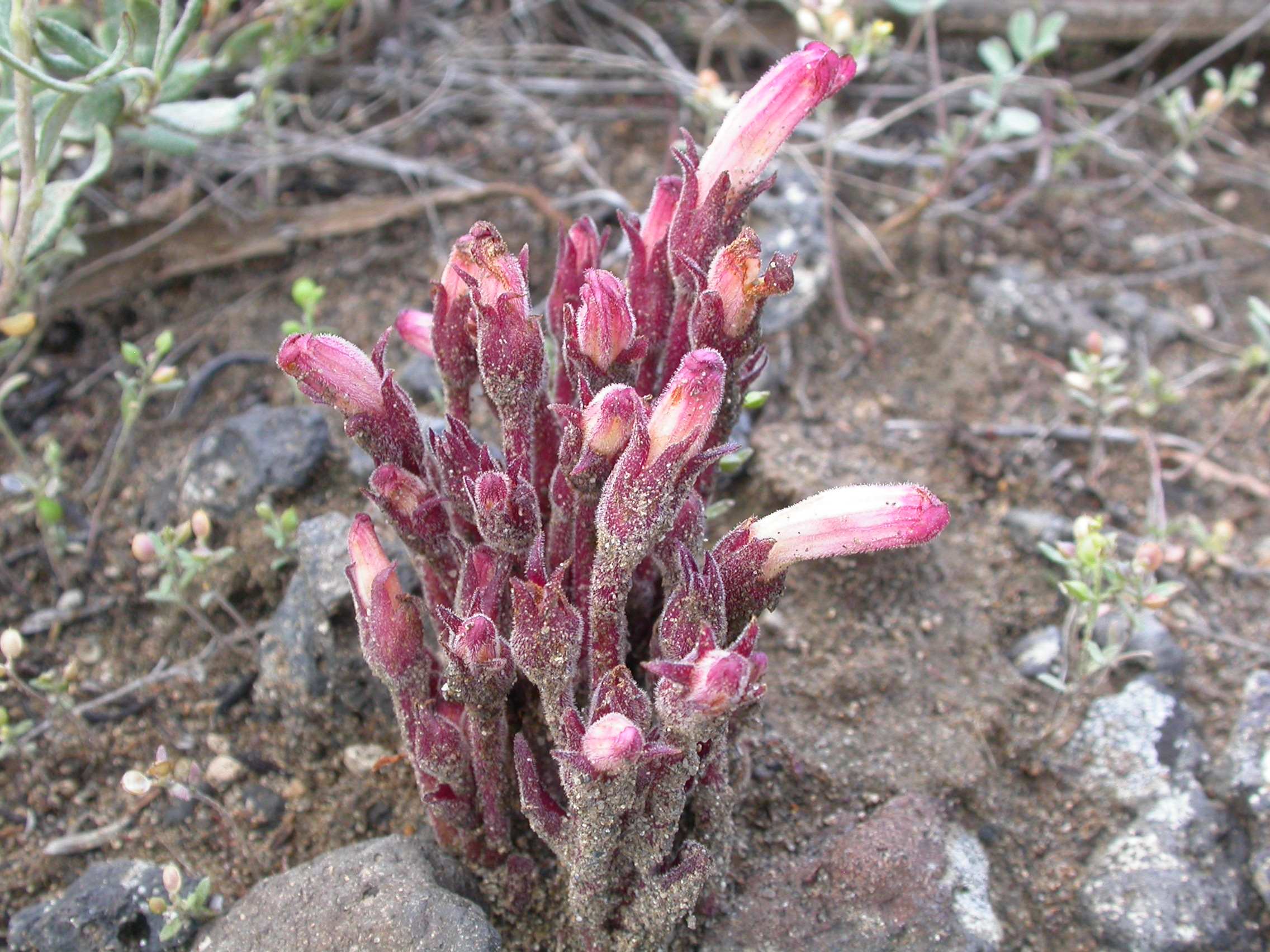
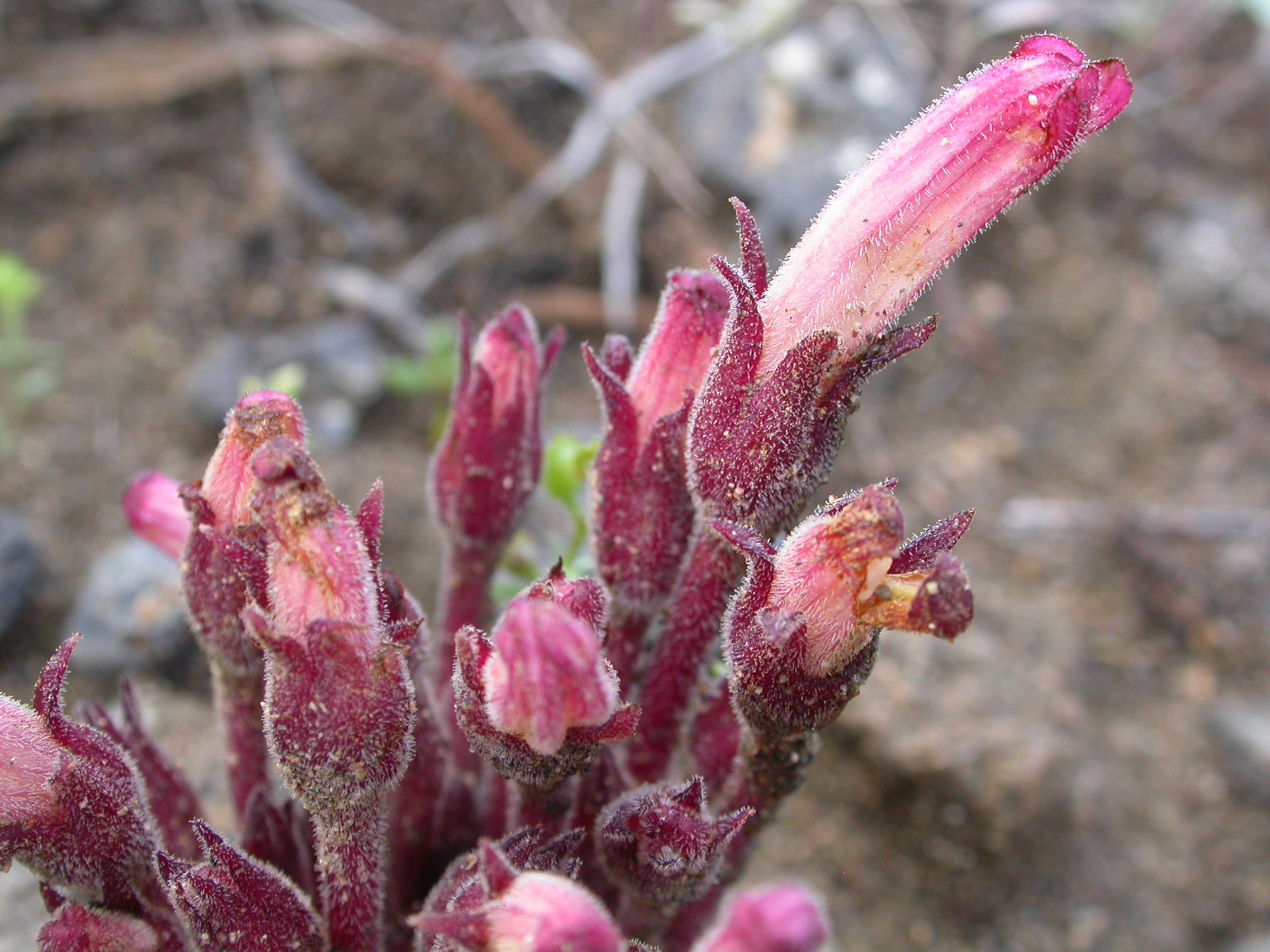
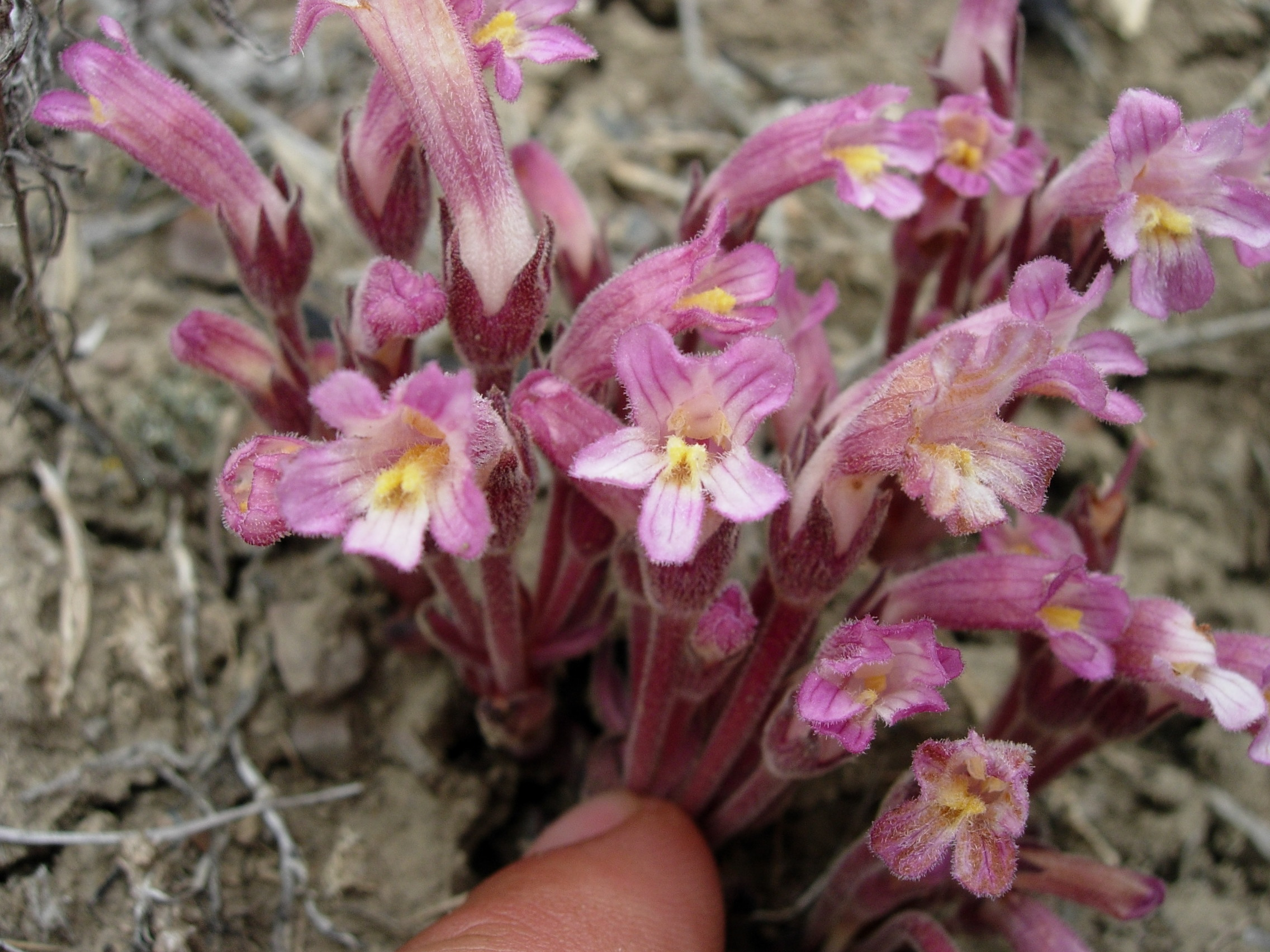
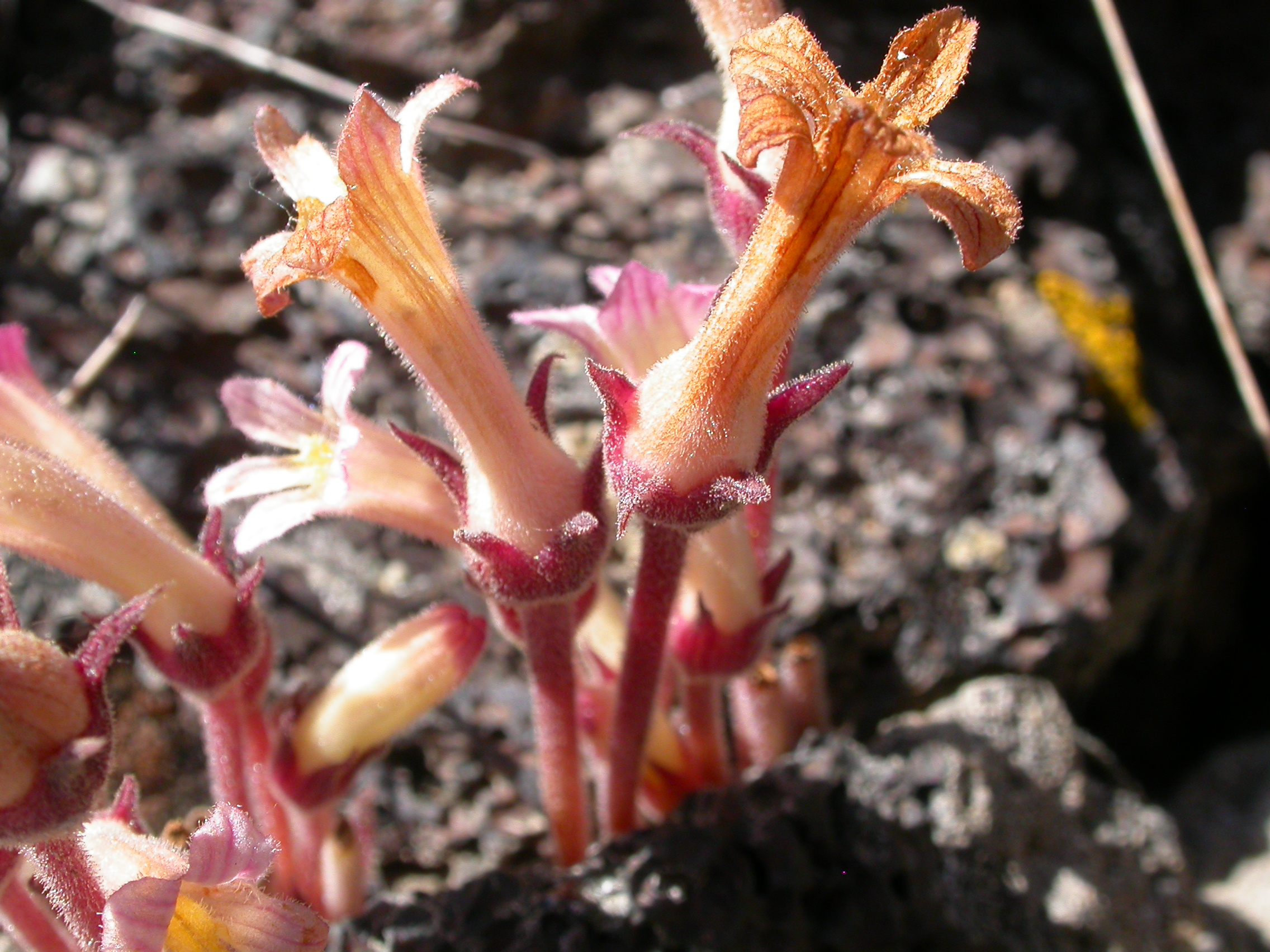
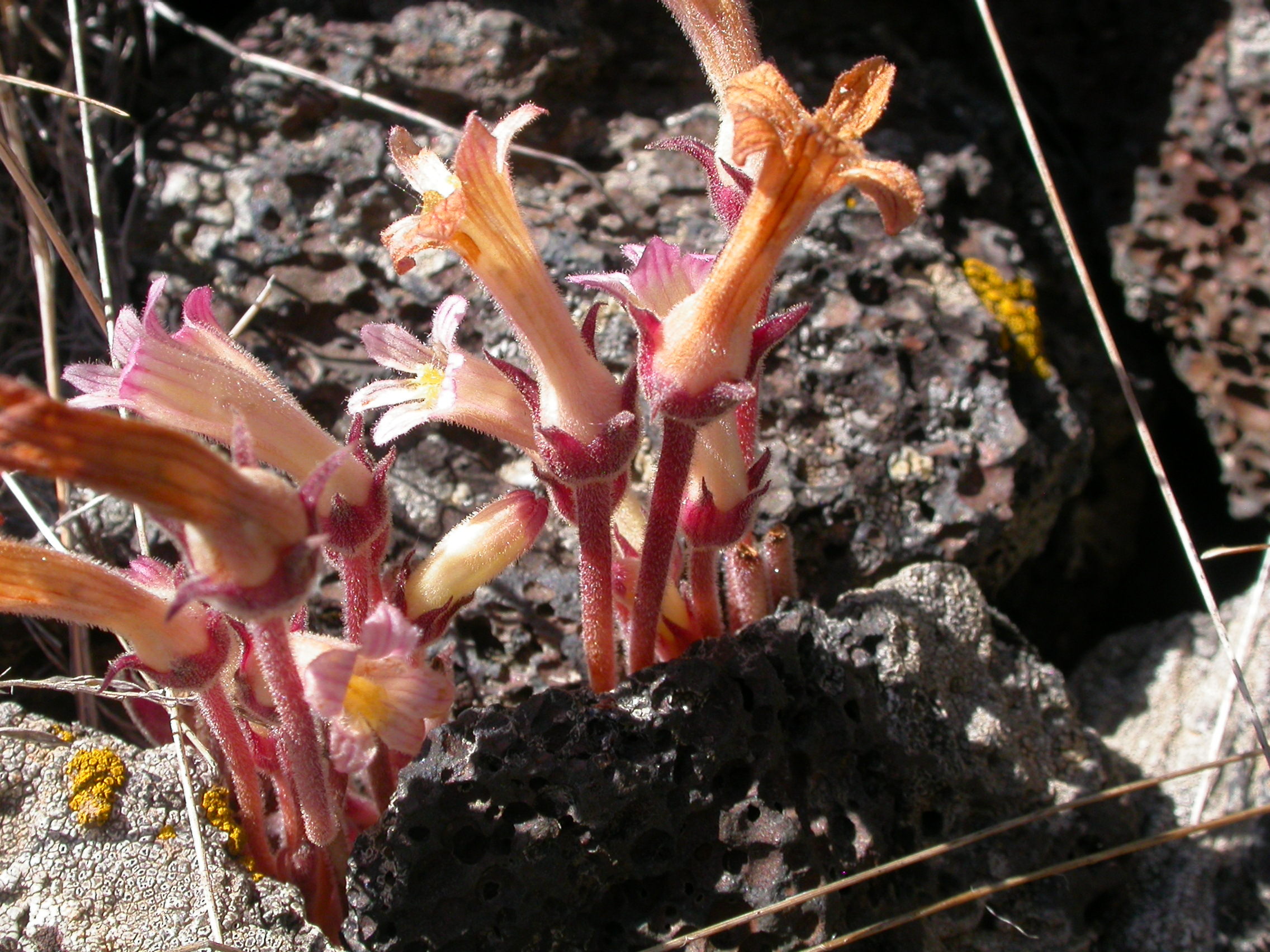